# Angola ai Giochi della XXVII Olimpiade
L'Angola partecipò ai Giochi della XXVII Olimpiade, svoltisi a Sydney, Australia, dal 15 settembre al 1º ottobre 2000, con una delegazione di 30 atleti impegnati in cinque discipline.

## Risultati

### Pallacanestro
- Uomini

| Atleta | Classifica |
| --- | ---------- |
| V · D · M Nazionale angolana - Pallacanestro ai Giochi della XXVII Olimpiade - Torneo maschile 4 Muzadi · 5 Moreira · 6 Â. Victoriano · 7 Domingos · 8 E. Victoriano · 9 Carvalho · 10 Coimbra · 11 Chipongue · 12 Dias · 13 Almeida · 14 Lutonda · 15 Katiavala · All. Mário Palma | 12°        |
| Nazionale angolana - Pallacanestro ai Giochi della XXVII Olimpiade - Torneo maschile |            |
| 4 Muzadi · 5 Moreira · 6 Â. Victoriano · 7 Domingos · 8 E. Victoriano · 9 Carvalho · 10 Coimbra · 11 Chipongue · 12 Dias · 13 Almeida · 14 Lutonda · 15 Katiavala · All. Mário Palma                                                                                                |            |